# Lycaeides longinus
Lycaeides longinus är en fjärilsart som beskrevs av Vladimir Nabokov 1949. Lycaeides longinus ingår i släktet Lycaeides och familjen juvelvingar. Inga underarter finns listade i Catalogue of Life.